# Afshin Biabangard
Afshin Biabangard (en persa: افشین بیابانگرد‎; Parsabad, Provincia de Ardebil, 10 de junio de 1987) es un luchador iraní de lucha grecorromana. Compitió en cuatro campeonatos mundiales consiguiendo una medalla de bronce en 2014. Conquistó la medalla de bronce en los Juegos Asiáticos de 2014. Ganó el oro en Campeonato Asiático de 2015 y la plata en  2012. Tres veces representó a su país en la Copa del Mundo, consiguiendo un 1.º puesto en 2014. Quinto en la Universiada de 2013. Tercero en Campeonato Mundial Universitario de 2010.